# Gunther Hofmans
Gunther Jozef Hofmans (ur. 3 stycznia 1967 w Berchem) – belgijski piłkarz grający na pozycji ofensywnego pomocnika lub napastnika. Był reprezentantem Belgii.

## Kariera klubowa
Swoją karierę piłkarską Hofmans rozpoczął w juniorach takich klubów jak: KFC Ranst (1975-1984), KRC Mechelen (1984-1985) i FC Nijlen (1985-1986). W 1986 roku został zawodnikiem Germinalu Ekeren, który w 1999 roku zmienił nazwę na Germinal Beerschot. W Germinalu zadebiutował w sezonie 1986/1987 w trzeciej lidze belgijskiej. W sezonie 1987/1988 awansował z nim do drugiej ligi, a w sezonie 1988/1989 do pierwszej ligi. W sezonie 1996/1997 zdobył z nim Puchar Belgii. W Germinalu występował do końca sezonu 1999/2000, czyli do końca swojej kariery.
| Sezon   | Klub            | Kraj   | Rozgrywki     | Mecze | Gole |
| ------- | --------------- | ------ | ------------- | ----- | ---- |
| 1986/87 | Germinal Ekeren | Belgia | Derde klasse  | ?     | ?    |
| 1987/88 | Germinal Ekeren | Belgia | Derde klasse  | ?     | ?    |
| 1988/89 | Germinal Ekeren | Belgia | Tweede klasse | 30    | 13   |
| 1989/90 | Germinal Ekeren | Belgia | Eerste klasse | 29    | 5    |
| 1990/91 | Germinal Ekeren | Belgia | Eerste klasse | 34    | 18   |
| 1991/92 | Germinal Ekeren | Belgia | Eerste klasse | 17    | 18   |
| 1992/93 | Germinal Ekeren | Belgia | Eerste klasse | 33    | 14   |
| 1993/94 | Germinal Ekeren | Belgia | Eerste klasse | 31    | 11   |
| 1994/95 | Germinal Ekeren | Belgia | Eerste klasse | 28    | 16   |
| 1995/96 | Germinal Ekeren | Belgia | Eerste klasse | 33    | 13   |
| 1996/97 | Germinal Ekeren | Belgia | Eerste klasse | 32    | 10   |
| 1997/98 | Germinal Ekeren | Belgia | Eerste klasse | 33    | 15   |
| 1998/99 | Germinal Ekeren | Belgia | Eerste klasse | 32    | 8    |
| 1999/00 | Germinal Ekeren | Belgia | Eerste klasse | 33    | 10   |

## Kariera reprezentacyjna
W reprezentacji Belgii Hofmans zadebiutował 22 kwietnia 1992 w wygranym 0:0 meczu eliminacji do MŚ 1994 z Cyprem, rozegranym w Anderlechcie, gdy w 74. minucie zmienił Marca Wilmotsa. Był to jego jedyny mecz w kadrze narodowej.